# 路德维希·温德

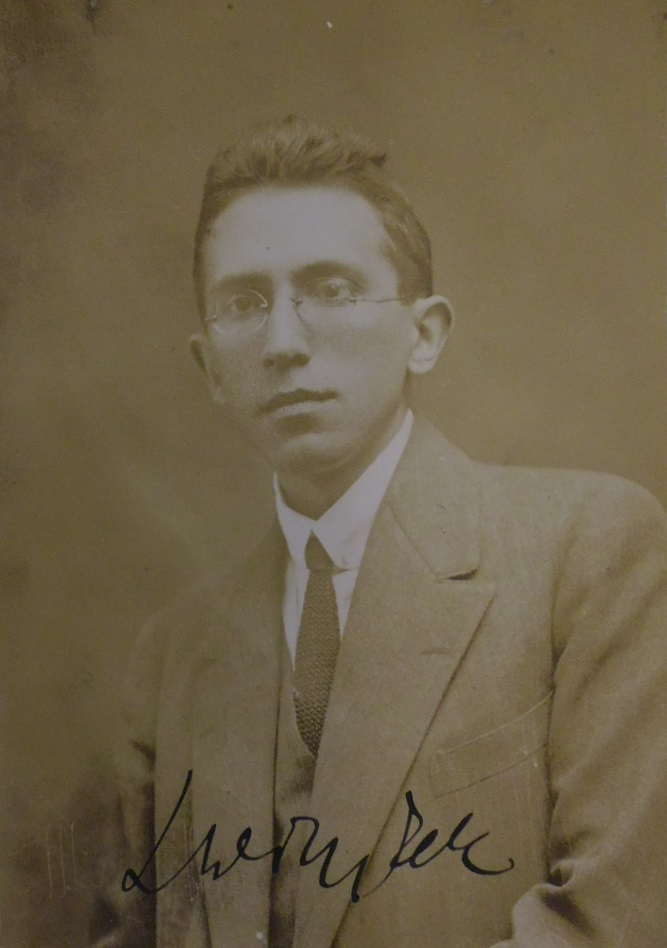
路德维希·温德

路德维希·温德（1889年2月7日—1946年6月16日)，是一位奥地利-捷克德语作家、记者、文学评论家。温德生於奥匈帝国摩拉維亞侯國的一個犹太人家庭，他成长的环境具有严厉且又有浓烈的宗教氛围。1906年，温德自费出版了自己的第一部诗集。1907年。他移居维也纳，完成高中毕业考试后，他开始在自由主义报纸《时代报》（Die Zeit）工作，之后又來到布拉格，成為当地的民族主义报纸《德意志波希米亚报》的编辑。二战爆发之初，为逃避纳粹的迫害。他带着家人移居英国，最终在那里度过了余生。